# Esther Bence
Esther Batvinik, conocida como Esther Bence (Buenos Aires, 17 de febrero de 1915-ibídem, 1 de noviembre de 2005), fue una actriz de cine, teatro y televisión argentina. Fue la hermana menor de la también actriz Amelia Bence.

## Biografía
Esther fue una de los siete hijos de Jaime Batvinik, un constructor de obra originario de Minsk, y Ana Zaguer, proveniente de Pinsk; ambos eran inmigrantes judíos bielorrusos asentados en Argentina. Sus otros hermanos fueron Raúl, Mauricio, María, Elena, Aída y la célebre actriz Amelia Bence.
Realizó sus estudios primarios en la escuela General Roca, además de estudiar piano junto a su hermana Amelia en el Conservatorio Fontova.

## Carrera
Hermana menor de la primera actriz, Esther, incursionó ampliamente en roles secundarios durante la época de oro del cine argentino, junto a actores de la talla de Domingo Mania, Elina Colomer, Libertad Lamarque, Francisco Martínez Allende, Beba Bidart, María Esther Buschiazzo, Rafael Frontaura, Angelina Pagano, Agustín Irusta, Sebastián Chiola, entre otros.

## Filmografía
Intervino como intérprete en los siguientes filmes:
- 1937: La fuga
- 1938: Cantando llegó el amor
- 1938: Con las alas rotas
- 1938: Puerta cerrada
- 1942: La maestrita de los obreros
- 1946: Inspiración
- 1949: El hombre de las sorpresas
- 1950: Toscanito y los detectives

## Televisión
En la pantalla chica hizo el programa Entre usted sin llamar en 1955, junto con Iris Marga, Perla Santalla, Beatriz Iribar e Iréne López Heredia.

## Teatro
En teatro integró en 1935 la Compañía de Florencio Parravicini, junto con la primera actriz Mecha Ortiz, Margarita Corona, Amelia Bence, Daniel de Alvarado y Pablo Cumo.
Hizo una notable labor en diversos teatros como el Teatro El Nacional o el Teatro Ateneo. Entre algunas de las obras en las que actuó se encuentran:
- Ocho en línea  (1935)
- El señor maestro (1940)
- Los maridos quieren conga (1947)[8]
- Un marido como hay pocos (1947)[9]
- José quiere a Marta (1950), de Norman Krasna, junto con Ricardo Passano, Héctor Calcaño, Susana Canales, Claudia Madero, Antonio Provitilo, Miguel Ligero, Felisa Mary y Rubén Gola.[10]